# Johannes Lingelbach

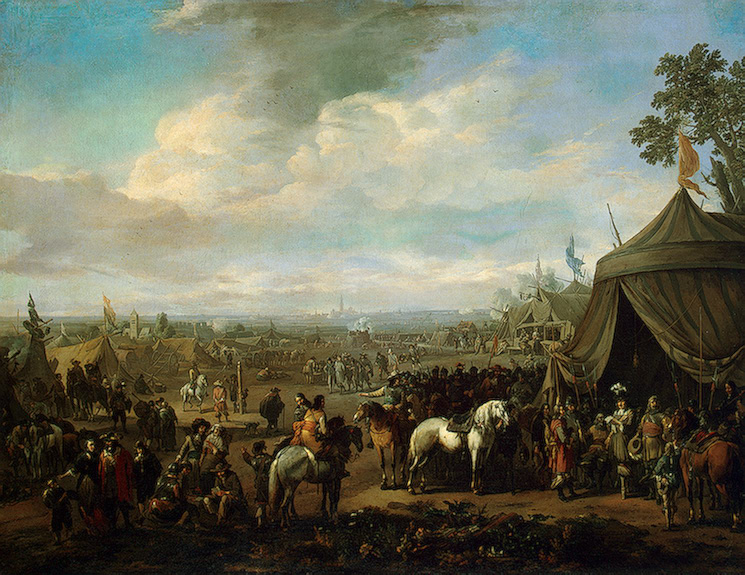
Ville flamande assiégée par les soldats espagnols, par Johannes Lingelbach

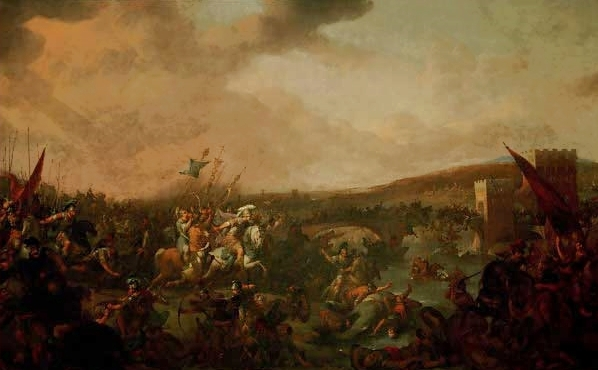
La bataille du pont Milvius, par Johannes Lingelbach

Johannes Lingelbach (1622, Francfort-sur-le-Main - 1674, Amsterdam) est un peintre néerlandais du siècle d'or. Il est apparenté à la deuxième génération de Bamboccianti, qui regroupe des peintres de scènes de genre, appelées les "bambochades", et ayant œuvré en Italie pendant la période 1625-1700. Il est connu pour ses peintures de paysages, d'ensembles architecturaux, de scènes de genre, et de scènes historiques.

## Biographie
Johannes Lingelbach est né en 1622 à Francfort-sur-le-Main en Allemagne, et y est baptisé le 10 octobre 1622. 
En 1634, son père David Lingelbach qui est technicien, déménage et s'installe à Amsterdam avec sa famille. Dans les années 1640, Johannes Lingelbach entreprend un voyage en France et en Italie. De retour à Amsterdam en 1653, il se marie. Vers 1662, Lingelbach réside dans la rue Reestraat, une petite ruelle proche de la rue Prinsengracht. Il se lie d'amitié avec le peintre Jurriaen Ovens.
Ses œuvres illustrant des paysages montre l'influence du peintre Philips Wouwermans. Il est souvent invité par des peintres paysagistes tels que Meindert Hobbema et Jan van der Heyden à collaborer à des ouvrages, en peignant des personnages ou des animaux. Ses peintures d'ensembles architecturaux s'inspirent des œuvres d'un autre Bamboccianti, le peintre italien Viviano Codazzi, un maître en matière de vedute. 
L'artiste Johannes Lingelbach s'inspire également d'un autre Bamboccianti, le peintre Pieter van Laer, appelé il Bamboccio, qui importa son style italianisant auprès des peintres de l'Europe du Nord. Ces œuvres trouvent également une filiation du style du peintre italien, le Caravage, avec leur réalisme et leur clair obscur raffiné.
Il meurt en 1674 à Amsterdam et y est enterré le 3 novembre 1674.

## Œuvres
- Paysage italien avec personnages[2], Rijksmuseum, Amsterdam
- Le retour de la chasse[3], Rijksmuseum, Amsterdam
- Chemin rural avec un chasseur et des paysans[4], Rijksmuseum, Amsterdam
- Paysage avec des cavaliers, des chasseurs et des paysans[5], Rijksmuseum, Amsterdam
- Le départ de Charles II d'Angleterre de Scheveningen le 2 juin 1660[6], Rijksmuseum, Amsterdam
- Charles II d'Angleterre faisant une halte dans la propriété de Wema sur la Rotte, pendant son voyage de Rotterdam à La Haye, le 25 mai 1660[7], Rijksmuseum, Amsterdam
- L'école de cavalerie[8], Rijksmuseum, Amsterdam
- L'ascension du Capitole avec le cheval gris du pape nouvellement élu[9], Rijksmuseum, Amsterdam
- Port italien avec une tour fortifiée[10], Rijksmuseum, Amsterdam
- Port italien[11], Rijksmuseum, Amsterdam
- Place de marché dans une ville italienne avec un arracheur de dents[12], Rijksmuseum, Amsterdam